# Yvonne Clark
 Yvonne Y. Clark (* 13. April 1929 in Houston, Texas; † 27. Januar 2019 in Nashville, Tennessee) war eine US-amerikanische Ingenieurin und Hochschullehrerin. Sie war Professorin an der Tennessee State University (TSU). Sie war die erste Frau, die einen Bachelor of Science in Maschinenbau an der Howard University erhielt und die einen Master-Abschluss in Ingenieurmanagement an der Vanderbilt University erwarb.

## Leben und Werk
Clark war die Tochter des Chirurgen Coleman Milton Young Jr. und der Journalistin Hortense Houston Young. Sie wuchs Louisville, Kentucky auf und schloss 1945 im Alter von 16 Jahren die High School ab. Sie studierte zwei Jahre lang an der Boston Latin School und dann an der Roxbury Memorial High School For Girls. 1947 erhielt sie ein Vollstipendium an der University of Louisville in Kentucky, das jedoch zurückgezogen wurde, nachdem die Verwaltung feststellte, dass sie Afroamerikanerin war. Unter der Androhung eines Rechtsstreits bezahlte ihr der Bundesstaat Kentucky den Besuch der Howard University in Washington, D.C. Dort war sie 1951 die einzige Ingenieursstudentin, deren Bachelor-of-Science-Abschluss im Büro des Präsidenten ausgestellt wurde. Danach wurden ihr mehrere Stellen verweigert. Sie erhielt schließlich als erste afroamerikanische Frau eine Stelle bei den Munitionswerken Frankfort Arsenal in Philadelphia. Sie arbeitete dann für die Radio Corporation of America (RCA) in Montclair (New Jersey), wo sie mit 18 männlichen Kollegen Elektrogeräte konstruierte.
1955 zog sie nach Nashville und heiratete den Biochemiker William F. Clark Jr., mit dem sie einen Sohn und eine Tochter bekam. An der Tennessee State University wurde sie 1956 als erste Ingenieurin als Dozentin im Fachbereich Maschinenbau eingestellt. In den 1960er Jahren, als die TSU noch keine Ganzjahresuniversität war, arbeitete Clark im Sommer wieder für die Regierung. Während dieser Sommerzeiten arbeitete sie als Luft- und Raumfahrtingenieurin am Marshall Space Flight Center der NASA in Huntsville, Alabama, und untersuchte die Hotspot-Probleme mit den Saturn-5-Raketen-Booster-Triebwerken. Sie arbeitete auch am NASA Manned Spacecraft Center in Houston am Mondgesteinsprobenbehälter für den Rücktransport von Mondgestein zur Erde. Clark verbrachte viele Sommer im Frankfort Arsenal und forschte an rückstoßfreien Waffen.
1970 erhielt Clark als erste afroamerikanische Frau einen Master-Abschluss in Ingenieurmanagement an der Vanderbilt University. In den 1990er Jahren konzentrierte sie sich in ihrer Forschung auf Kältemittel. Sie war die Chefforscherin in dem Forschungsprojekt Experimentelle Bewertung der Leistung alternativer Kältemittel in Wärmepumpenkreisläufen, das vom Oak Ridge National Laboratory des Energieministeriums finanziert wurde.  Sie lehrte an der TSU bis zu ihrer Pensionierung 2011. Nach ihrer Pensionierung wurde Clark vom College of Engineering der Status Professor Emeritus verliehen.
Im Jahr nach ihrem Abschluss an der Howard University trat sie in die Society of Women Engineers (SWE) ein und war das erste afroamerikanische Mitglied der Society. Sie nahm an der ersten International Conference of Women Engineers and Scientists (ICWES) teil, die im Juni 1964 in New York City stattfand und von der Society of Women Engineers organisiert wurde. Zusätzlich zu ihrer Tätigkeit im SWE Executive Committee wurde sie 1984 zum SWE Fellow gewählt und war ein SWE Lifetime Member. Sie war Mitglied der American Society of Mechanical Engineering und der American Society of Engineering Education.
Clark starb 2019 im Alter von 89 Jahren in ihrem Haus in Nashville.
Zur Förderung ihres Vermächtnisses wurde an der TSU das YY Clark Engineering Student Scholarship eingerichtet, um weibliche Studierende des Maschinenbaus zu unterstützen.

## Auszeichnungen
- 1998: Distinguished Engineering Educator Award der SWE
- Adult Black Archivers Award[8]
- Women of Technology Award for Educational Leadership von US Black Engineers
- Delta Sigma Theta Educator of the Year
- President’s Distinguished University Award der TSU
- Distinguished Service Award der Tennessee Society of Professional Engineers
- Mechanism of the Year Award der TSU-Studentenkapitel von ASME